# Liste der Bodendenkmale in Schönwölkau
In der Liste der Bodendenkmale in Schönwölkau sind die Bodendenkmale der Gemeinde Schönwölkau und ihrer Ortsteile nach dem Stand der Auflistung von Klaus Kroitzsch und Harald Quietzsch aus dem Jahr 1984 aufgelistet. Eventuelle Änderungen und Ergänzungen, insbesondere aus der Zeit nach der Wende, sind nicht berücksichtigt, da für Sachsen aktuell keine neueren allgemein zugänglichen Bodendenkmallisten vorliegen. Die Baudenkmale sind in der Liste der Kulturdenkmale in Schönwölkau aufgeführt.
| Denkmal-ID | Fundart            | Ortsteil                     | Bezeichnung            | Zeitstellung | Lage                                 | Bemerkungen                                                   | Bild |
| ---------- | ------------------ | ---------------------------- | ---------------------- | ------------ | ------------------------------------ | ------------------------------------------------------------- | ---- |
| ?          | Befestigung > Burg | Wölkau (ehemals Kleinwölkau) | Wehranlage „Kreuzberg“ | Slawenzeit   | nordöstlich des Orts, Leineniederung | ovaler Bühl mit umlaufendem Graben, Schutz seit 24. Juli 1957 |      |